# Chen Bingde
Chen Bingde, född i juli 1941 i Nantong, Jiangsu, är en kinesisk general och kommunistisk politiker. Han var stabschef i Folkets befrielsearmé 2007-12.
Chen värvades till Folkets befrielsearmé 1961 och gick med i Kinas kommunistiska parti 1962. Han utnämndes till generalmajor i september 1988, generallöjtnant i juli 1995 och general 2002. Han har varit ledamot i Centralkommittén i Kinas kommunistiska parti 1997-12.
Han har varit befälhavare över Nanjings militärregion, som spelar i nyckelroll i landets strategi gentemot Taiwan. Han var ledamot i Centrala militärkommissionen 2004-12 och var tidigare chef för avdelningen för krigsutrustning, i vilken kapacitet han också hade ansvar för Kinas rymdprogram. 2007 blev han utnämnd till stabschef.